# Henry Norris Russell
Henry Norris Russell (25 oktober 1877 - 18 februari 1957) was een Amerikaanse astronoom die, samen met Ejnar Hertzsprung, het Hertzsprung-Russelldiagram (1910) ontwikkelde. In 1923, toen hij met Frederick Saunders werkte, ontwikkelde hij de Russell-Saunders koppeling, die ook bekendstaat als LS koppeling.